# Dolok Saribu Janji Matogu
Dolok Saribu Janji Matogu is een bestuurslaag in het regentschap Toba Samosir van de provincie Noord-Sumatra, Indonesië. Dolok Saribu Janji Matogu telt 392 inwoners (volkstelling 2010).